# 第一次世界大戰亞洲與太平洋戰場
第一次世界大戰的亞洲與太平洋戰場在東亞沿海、太平洋、印度洋為主。

## 東亞沿海
德國東亞分艦隊威懾沿海。詳見第一次世界大戰中的香港、青島戰役。

## 太平洋
德属萨摩亚和德屬新幾內亞被澳大利亞和新西蘭佔領。

## 印度洋

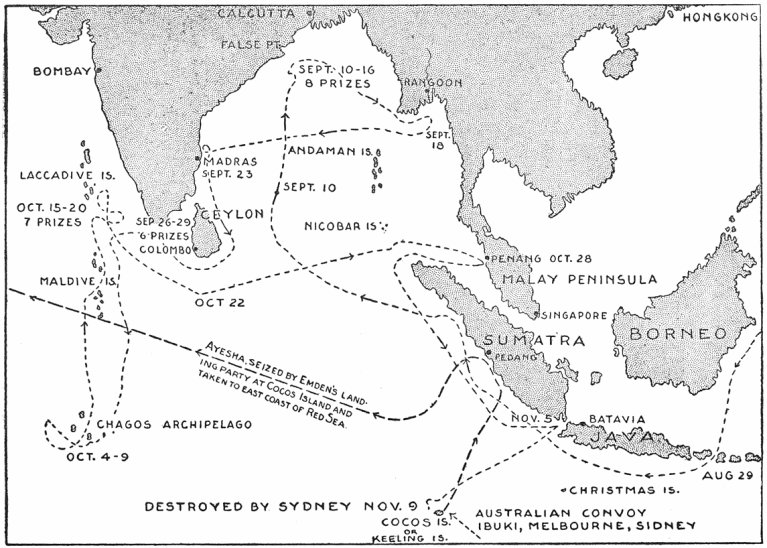
埃姆登号的航線

德國埃姆登号小巡洋舰威懾印度洋。

## 中亞
因為征兵問題，屬協約國的俄羅斯帝國在哈薩克和吉爾吉斯爆發1916年中亚起义。